# Sinipolia
Sinipolia là một chi bướm đêm thuộc họ Noctuidae.